# Ost-in-Edhil
Ost-in-Edhil (Nederlands: Fort van de Elfen) (Engels: Fortress of the Elves) is een fictieve plaats in de boeken van J.R.R. Tolkien.
De stad was de hoofdstad van Eregion, het laatste Noldorijnse koninkrijk in Midden-aarde. Het lag in Eriador tijdens de Tweede Era, ten westen van de Mijnen van Moria onder de schaduw van de Nevelbergen aan de rivier de Glanduin. Eregion werd bevolkt door Noldor die niet naar Valinor gegaan zijn na de Oorlog van Gramschap en wordt enige tijd geregeerd door Galadriel en Celeborn, totdat zij vertrekken naar Lothlórien aan de andere kant van de Nevelbergen.
In Ost-in-Edhil heerst nu Celebrimbor, een kleinzoon van Fëanor. De Elfen van Hulst leven vreedzaam samen met de Dwergen en drijven handel met het Dwergenkoninkrijk Moria, in de Dwergentaal Khazad-dûm en in het Sindarijns Hadhodrond genoemd. Celebrimbor tekent de inscriptie op de westdeur van Moria, die het Reisgenootschap van de Ring vindt in In de Ban van de Ring.
Celebrimbor en andere begaafde smeden vormen een broederschap genaamd Gwaith-i-Mírdain (Nederlands: volk van de juwelensmeden) en samen met de bevriende Annatar smeden ze de Ringen van Macht, maar Annatar smeedt in het geheim de Ene Ring. Wanneer Annatar ontmaskerd wordt als de Duistere Heer Sauron, proberen de Elfen de Ringen uit zijn handen te houden, maar kunnen alleen Vilya, Narya en Nenya, de Drie Ringen van de Elfen, redden.
In het jaar 1697 wordt Ost-in-Edhil door Sauron vernietigd en Celebrimbor sneuvelt. Elrond sticht daarop Imladris, ook wel bekend als Rivendel, waar vele elfen hun toevlucht zoeken.